# The Feel Good Record of the Year
The Feel Good Record of the Year to dziewiąty studyjny krążek punkrockowego zespołu No Use for a Name. Wydany został 1 kwietnia 2008 roku. Według informacji, udzielanych przez sam zespół, album jest powrotem do korzeni i wykorzystuje elementy, które zawarte są na pierwszych płytach.

## Lista utworów
1. "Biggest Lie" (2:10)
2. "I Want to Be Wrong" (2:44)
3. "Yours to Destroy" (3:25)
4. "Under the Garden" (3:01)
5. "Sleeping Between Trucks" (2:05)
6. "Domino" (3:02)
7. "The Feel Good Song of the Year" (3:09)
8. "The Trumpet Player" (3:09)
9. "Night of the Living Living" (2:28)
10. "Ontario" (1:55)
11. "Pacific Standard Time" (2:48)
12. "The Dregs of Sobriety" (2:44)
13. "Kill the Rich" (2:06)
14. "Take It Home" (2:42)

## Twórcy
- Tony Sly – wokal, gitara, organy, klarnet, fortepian, skrzypce, chórki
- Rory Koff – perkusja
- Dave Nassie – gitara
- Matt Riddle – gitara basowa, organy, klarnet, fortepian, skrzypce, wokal, chórki
- Stacie Stevenson – wokal, chórki (gościnnie)
- Jason Allen – inżynier
- Gilles Baro – fotografie
- Andrew Berlin – organy, klarnet, fortepian, skrzypce, inżynier
- Jason Livermore – produkcja, inżynier, mastering
- Matt Schwartz – fotografia na okładce
- Bill Stevenson – organy, klarnet, instrumenty perkusyjne, pianino, skrzypce, wokal, chórki, produkcja, inżynier